# Big Noyd
Tajuan Perry (Queens, New York, 7 mei 1975), beter bekend als Big Noyd, is een Amerikaans rapper. Hij heeft vele nummers gemaakt met Mobb Deep en is van Puerto Ricaanse en Afro-Amerikaanse afkomst.

## Biografie
Noyds debuut was in het nummer Stomp Em' Out op het album van Mobb Deep, Juvenile Hell. Zijn echt grote doorbraak was echter op het album, ook van Mobb Deep, The Infamous. Op dat album zei hij de tekst Yo, it's the r-a-double-p-e-r n-o-y-d, niggas can't fuck with me!. Hij zegt dat hij zijn eerste contract kreeg, ter waarde van 300.000 dollar, door die regel.
In 1996 bracht hij zijn eerste album uit, Episodes Of A Hustla. Dat album werd een groot succes, waarna hij meerdere succesalbums uitbracht en een wereldwijd gerespecteerd rapper werd.

## Discografie
- 1996 - Episodes Of A Hustla
- 2003 - Only The Strong
- 2005 - On The Grind
- 2006 - The Stick Up Kid
- 2008 - Illustrious
- 2010 - Queens Chronicle

- Gemeinsame Normdatei: 135346118
- International Standard Name Identifier: 0000 0001 1903 7434
- Library of Congress Control Number: n2011021999
- MusicBrainz: 0d912652-896f-4201-9461-97665faee631
- Virtual International Authority File: 170167165